# Ville de Bassendean
La Ville de Bassendean (Town of Bassendean en anglais) est une zone d'administration locale dans la banlieue de Perth en Australie-Occidentale en Australie à environ 12 kilomètres au nord-est du centre-ville et à 6 kilomètres à l'ouest du centre industriel de Midland. 
La zone est divisée en un certain nombre de localités :
- Ashfield
- Bassendean
- Eden Hill

La ville a neuf conseillers et est découpée en trois circonscriptions.